# 矩阵多项式
矩阵多项式是数学中矩阵论里的概念，指由方块矩阵作为不定元的多项式，或由方块矩阵作为变量的多项式函数。

## 定义
给定自然数n、系数环{\displaystyle \mathbf {R} }以及n阶方块矩阵A，一个关于矩阵A的d次的矩阵多项式通常写作：
{\displaystyle P(A)=\alpha _{0}\mathbf {I} _{n}+\alpha _{1}A+\alpha _{2}A^{2}+\cdots +\alpha _{d}A^{d}=\sum _{i=0}^{d}\alpha _{i}A^{i}}
其中的{\displaystyle \alpha _{0},\alpha _{1},\cdots ,\alpha _{d}}都是系数环{\displaystyle \mathbf {R} }中的元素。这其实是可以看作将{\displaystyle \mathbf {R} [\lambda ]}中的多项式：
{\displaystyle P(\lambda )=\alpha _{0}+\alpha _{1}\lambda +\alpha _{2}\lambda ^{2}+\cdots +\alpha _{d}\lambda ^{d}=\sum _{i=0}^{d}\alpha _{i}\lambda ^{i}}
中的不定元{\displaystyle \lambda }换成了一个n阶方块矩阵A后得到的结果。P(A)和A一样，也是一个n阶方块矩阵。

## 性质
给定一个n阶方块矩阵A，如果一个非零多项式{\displaystyle f\in \mathbf {R} [\lambda ]}满足：{\displaystyle f(A)=0}，则称多项式f是矩阵A的零化多项式。根据开莱－哈密尔顿定理，特征多项式{\displaystyle \Pi _{A}(\lambda )}满足{\displaystyle \Pi _{A}(A)=0}，所以{\displaystyle \Pi _{A}}是一个零化多项式。所有零化多项式中次数最低的称为A的最小多项式，记作{\displaystyle \pi _{A}}。所有关于A的矩阵多项式Q都可以通过最小多项式化简为一个次数严格小于{\displaystyle \pi _{A}}的多项式。事实上，存在多项式{\displaystyle Q,\;R\;\in \mathbf {R} [\lambda ]}，使得：
{\displaystyle P=Q\pi _{A}+R}
并且其中R的次数严格小于{\displaystyle \pi _{A}}的次数。所以：
{\displaystyle P(A)=Q(A)\pi _{A}(A)+R(A)=Q(A)\cdot 0+R(A)=R(A).}